# Cefotaxime
Cefotaxime là một kháng sinh được sử dụng để điều trị một số bệnh nhiễm khuẩn. Cụ thể thì kháng sinh được sử dụng để điều trị nhiễm trùng khớp, bệnh viêm vùng chậu, viêm màng não, viêm phổi, nhiễm trùng đường tiết niệu, nhiễm trùng huyết, lậu, và viêm mô tế bào. Chúng được đưa vào cơ thể có thể bằng cách tiêm vào tĩnh mạch hoặc vào cơ bắp.
Tác dụng phụ thường gặp có thể kế đến như buồn nôn, phản ứng dị ứng và viêm ở chỗ tiêm. Một tác dụng phụ khác có thể bao gồm là tiêu chảy Clostridium difficile. Kháng sinh được khuyến cáo không nên sử dụng ở những người đã có tiền sử phản vệ với penicillin. Cefotaxime tương đối an toàn để sử dụng trong giai đoạn mang thai và cho con bú. Chúng thuộc họ thuốc cephalosporin thế hệ thứ ba và hoạt động bằng cách tác động vào thành tế bào của vi khuẩn.
Cefotaxime được phát hiện vào năm 1976 và được đưa vào sử dụng thương mại vào năm 1980. ] Nó nằm trong danh sách các thuốc thiết yếu của Tổ chức Y tế Thế giới, tức là nhóm các loại thuốc hiệu quả và an toàn nhất cần thiết trong một hệ thống y tế. Chúng có sẵn dưới dạng thuốc gốc. Chi phí bán buôn ở các nước đang phát triển là khoảng 0,23 - 4,70 USD/liều. Tại Hoa Kỳ, một đợt điều trị có giá từ 100 đến 200 USD.

## Sử dụng cho thực vật
Cefotaxime là cephalosporin duy nhất có độc tính rất thấp khi dùng cho thực vật, ngay cả ở nồng độ cao (lên đến 500 mg/l). Nó được sử dụng rộng rãi để điều trị nhiễm trùng mô thực vật với vi khuẩn Gram âm, trong khi vancomycin được sử dụng để điều trị nhiễm trùng mô thực vật với vi khuẩn Gram dương.